# ラ・チカ・デ・ロホ
ラ・チカ・デ・ロホ（La Chica de Rojo）は、チリの歌手・女優、モンセラット・ブスタマンテのデビューアルバム。2003年にリリースされた。

## 概要
- ヒットシングル『Corazón Bandido』『Maldita Ignorancia』『Yo sin tu Amor』を収録した1stアルバム。

## 収録曲
1. コラゾン・バンヂド Corazón Bandido
作詞：N.マルセロ
2. ジョ・シン・テゥー・アモル Yo Sin Tu Amor
作詞：フェリペ・ボハリル・ガルザ
3. マルディタ・イグノランシア Maldita Ignorancia
作詞：ガイタン・ミュレット・オルテガ
4. テゥー・メ・コムプレタス Tú Me Completas
作詞：ルディ・ペレズ
5. ドス・ロコス Dos Locos
作詞：アレハンヅロ・マルチネズ
サントス・チャベズとのデュエット
6. シ・テゥー・テ・バス Si Tú Te Vas
作詞：ルイジー・ギラルド・キンタニジャIII
7. スエーラタロ Suéltalo
作詞：ラファエリ・ペレズ・ボチハ
8. エンツレ・エル・デリリオ・イー・ラ・ロクラ Entre el Delirio y la Locura
作詞：グスタブォ・サンタンデル＆キケ・サンタンデル
ジュアン・ダビド・ロヅリゲズとのデュエット
9. ディセン Dicen
作詞：レイリー・バルバ＆ルイス・カルロス・モンロイー
10. エン・クエルポ・イー・アルマ En Cuerpo y Alma
作詞：ペレズ・ボチハ・ガルシア・ラファエル